# Tour La Provence 2020
El Tour La Provence 2020, fou la cinquena edició del Tour La Provence i es disputà entre el 13 i el 16 de febrer de 2020 sobre un recorregut de 633 km repartits entre quatre etapes. La cursa formà part del calendari de l'UCI ProSeries 2020, amb una categoria 2.Pro.
El vencedor fou el colombià Nairo Quintana Rojas (Arkéa-Samsic), que s'imposà per poc més d'un minut a Aleksandr Vlàssov (Team Astana) i Aleksei Lutsenko (Team Astana).

## Equips
En aquesta edició hi prenen part 21 equips:
| WorldTeams (14)- CCC Team - Trek-Segafredo - Israel Start-Up Nation - EF Pro Cycling - AG2R La Mondiale - Jumbo-Visma - Groupama-FDJ - Team Sunweb - Deceuninck-Quick Step - Astana - Movistar Team - Cofidis - Ineos - NTT Pro Cycling ProTeams (5)- Arkéa-Samsic - B&B Hotels-Vital Concept p/b KTM - Total Direct Énergie - Nippo Delko One Provence - Circus-Wanty Gobert Equips continentals (2)- Saint Michel-Auber 93 - Natura4Ever-Roubaix Lille Métropole |
| |

## Etapes
| Etapa    | Data      | Ciutats d'etapa                             | type                    | Distància (km) | Vencedor de l'etapa  | Líder de la general  |
| -------- | --------- | ------------------------------------------- | ----------------------- | -------------- | -------------------- | -------------------- |
| 1a etapa | 13 de feb | Castèurainard – les Santes Maries de la Mar | etapa plana             | 149,5          | Nacer Bouhanni       | Nacer Bouhanni       |
| 2a etapa | 14 de feb | Aubanha – La Ciutat                         | etapa de mitja muntanya | 174,9          | Aleksandr Vlàssov    | Aleksandr Vlàssov    |
| 3a etapa | 15 de feb | Istre – Ventor                              | etapa de muntanya       | 140,2          | Nairo Quintana Rojas | Nairo Quintana Rojas |
| 4a etapa | 16 de feb | Avinyó – Ais de Provença                    | etapa accidentada       | 170,5          | Owain Doull          | Nairo Quintana Rojas |

### Etapa 1
| \| Classificació de l'etapa \| Classificació de l'etapa \| Classificació de l'etapa \| Classificació de l'etapa \| Classificació de l'etapa \| \| Corredor \| Corredor \| Equip \| Temps \| \| \| ------------------------ \| ------------------------ \| ------------------------ \| ------------------------ \| ------------------------ \| \| 1r \| Nacer Bouhanni \| Arkéa-Samsic \| 3h 16' 35" \| \| \| 2n \| Jakub Mareczko \| CCC Team \| + 0" \| \| \| 3r \| Giacomo Nizzolo \| NTT Pro Cycling \| + 0" \| \| \| 4t \| Pierre Barbier \| Nippo-Delko One Provence \| + 0" \| \| \| 5è \| Hugo Hofstetter \| Israel Start-Up Nation \| + 0" \| \| \| 6è \| Christopher Lawless \| Team Ineos \| + 0" \| \| \| 7è \| Timothy Dupont \| Circus-Wanty Gobert \| + 0" \| \| \| 8è \| Kasper Asgreen \| Deceuninck-Quick Step \| + 0" \| \| \| 9è \| Marc Hirschi \| Team Sunweb \| + 0" \| \| \| 10è \| Quinn Simmons \| Trek-Segafredo \| + 0" \| \| |                     |                          |            |
| |                     |                          |            |
| Font: ProCyclingStats |                     |                          |            |
| Classificació de l'etapa |                     |                          |            |
| Corredor | Corredor            | Equip                    | Temps      |
| 1r | Nacer Bouhanni      | Arkéa-Samsic             | 3h 16' 35" |
| 2n | Jakub Mareczko      | CCC Team                 | + 0"       |
| 3r | Giacomo Nizzolo     | NTT Pro Cycling          | + 0"       |
| 4t | Pierre Barbier      | Nippo-Delko One Provence | + 0"       |
| 5è | Hugo Hofstetter     | Israel Start-Up Nation   | + 0"       |
| 6è | Christopher Lawless | Team Ineos               | + 0"       |
| 7è | Timothy Dupont      | Circus-Wanty Gobert      | + 0"       |
| 8è | Kasper Asgreen      | Deceuninck-Quick Step    | + 0"       |
| 9è | Marc Hirschi        | Team Sunweb              | + 0"       |
| 10è | Quinn Simmons       | Trek-Segafredo           | + 0"       |

| \| Classificació general \| Classificació general \| Classificació general \| Classificació general \| Classificació general \| \| Corredor \| Corredor \| Equip \| Temps \| \| \| --------------------- \| --------------------- \| ------------------------ \| --------------------- \| --------------------- \| \| 1r \| Nacer Bouhanni \| Arkéa-Samsic \| 3h 16' 25" \| \| \| 2n \| Jakub Mareczko \| CCC Team \| + 4" \| \| \| 3r \| Giacomo Nizzolo \| NTT Pro Cycling \| + 6" \| \| \| 4t \| Charlie Quaterman \| Trek-Segafredo \| + 6" \| \| \| 5è \| Johan Jacobs \| Movistar Team \| + 6" \| \| \| 6è \| Louis Louvet \| Saint Michel-Auber 93 \| + 7" \| \| \| 7è \| Romain Combaud \| Nippo-Delko One Provence \| + 9" \| \| \| 8è \| Pierre Barbier \| Nippo-Delko One Provence \| + 10" \| \| \| 9è \| Hugo Hofstetter \| Israel Start-Up Nation \| + 10" \| \| \| 10è \| Christopher Lawless \| Team Ineos \| + 10" \| \| |                     |                          |            |
| |                     |                          |            |
| Font: ProCyclingStats |                     |                          |            |
| Classificació general |                     |                          |            |
| Corredor | Corredor            | Equip                    | Temps      |
| 1r | Nacer Bouhanni      | Arkéa-Samsic             | 3h 16' 25" |
| 2n | Jakub Mareczko      | CCC Team                 | + 4"       |
| 3r | Giacomo Nizzolo     | NTT Pro Cycling          | + 6"       |
| 4t | Charlie Quaterman   | Trek-Segafredo           | + 6"       |
| 5è | Johan Jacobs        | Movistar Team            | + 6"       |
| 6è | Louis Louvet        | Saint Michel-Auber 93    | + 7"       |
| 7è | Romain Combaud      | Nippo-Delko One Provence | + 9"       |
| 8è | Pierre Barbier      | Nippo-Delko One Provence | + 10"      |
| 9è | Hugo Hofstetter     | Israel Start-Up Nation   | + 10"      |
| 10è | Christopher Lawless | Team Ineos               | + 10"      |

### Etapa 2
| \| Classificació de l'etapa \| Classificació de l'etapa \| Classificació de l'etapa \| Classificació de l'etapa \| Classificació de l'etapa \| \| Corredor \| Corredor \| Equip \| Temps \| \| \| ------------------------ \| ------------------------ \| ------------------------ \| ------------------------ \| ------------------------ \| \| 1r \| Aleksandr Vlàssov \| Astana \| 4h 30' 57" \| \| \| 2n \| Wilco Kelderman \| Team Sunweb \| + 24" \| \| \| 3r \| Aleksei Lutsenko \| Astana \| + 24" \| \| \| 4t \| Magnus Cort Nielsen \| EF Pro Cycling \| + 24" \| \| \| 5è \| Andrea Bagioli \| Deceuninck-Quick Step \| + 24" \| \| \| 6è \| Edward Dunbar \| Team Ineos \| + 24" \| \| \| 7è \| Thibaut Pinot \| Groupama-FDJ \| + 24" \| \| \| 8è \| Nairo Quintana Rojas \| Arkéa-Samsic \| + 24" \| \| \| 9è \| Aurélien Paret-Peintre \| AG2R La Mondiale \| + 24" \| \| \| 10è \| David Gaudu \| Groupama-FDJ \| + 24" \| \| |                        |                       |            |
| |                        |                       |            |
| Font: ProCyclingStats |                        |                       |            |
| Classificació de l'etapa |                        |                       |            |
| Corredor | Corredor               | Equip                 | Temps      |
| 1r | Aleksandr Vlàssov      | Astana                | 4h 30' 57" |
| 2n | Wilco Kelderman        | Team Sunweb           | + 24"      |
| 3r | Aleksei Lutsenko       | Astana                | + 24"      |
| 4t | Magnus Cort Nielsen    | EF Pro Cycling        | + 24"      |
| 5è | Andrea Bagioli         | Deceuninck-Quick Step | + 24"      |
| 6è | Edward Dunbar          | Team Ineos            | + 24"      |
| 7è | Thibaut Pinot          | Groupama-FDJ          | + 24"      |
| 8è | Nairo Quintana Rojas   | Arkéa-Samsic          | + 24"      |
| 9è | Aurélien Paret-Peintre | AG2R La Mondiale      | + 24"      |
| 10è | David Gaudu            | Groupama-FDJ          | + 24"      |

| \| Classificació general \| Classificació general \| Classificació general \| Classificació general \| Classificació general \| \| Corredor \| Corredor \| Equip \| Temps \| \| \| --------------------- \| ----------------------- \| --------------------- \| --------------------- \| --------------------- \| \| 1r \| Aleksandr Vlàssov \| Astana \| 7h 47' 22" \| \| \| 2n \| Wilco Kelderman \| Team Sunweb \| + 28" \| \| \| 3r \| Aleksei Lutsenko \| Astana \| + 30" \| \| \| 4t \| Magnus Cort Nielsen \| EF Pro Cycling \| + 34" \| \| \| 5è \| Alexander Aranburu Deba \| Astana \| + 34" \| \| \| 6è \| Aurélien Paret-Peintre \| AG2R La Mondiale \| + 34" \| \| \| 7è \| Thibaut Pinot \| Groupama-FDJ \| + 34" \| \| \| 8è \| Nairo Quintana Rojas \| Arkéa-Samsic \| + 34" \| \| \| 9è \| Edward Dunbar \| Team Ineos \| + 34" \| \| \| 10è \| David Gaudu \| Groupama-FDJ \| + 34" \| \| |                         |                  |            |
| |                         |                  |            |
| Font: ProCyclingStats |                         |                  |            |
| Classificació general |                         |                  |            |
| Corredor | Corredor                | Equip            | Temps      |
| 1r | Aleksandr Vlàssov       | Astana           | 7h 47' 22" |
| 2n | Wilco Kelderman         | Team Sunweb      | + 28"      |
| 3r | Aleksei Lutsenko        | Astana           | + 30"      |
| 4t | Magnus Cort Nielsen     | EF Pro Cycling   | + 34"      |
| 5è | Alexander Aranburu Deba | Astana           | + 34"      |
| 6è | Aurélien Paret-Peintre  | AG2R La Mondiale | + 34"      |
| 7è | Thibaut Pinot           | Groupama-FDJ     | + 34"      |
| 8è | Nairo Quintana Rojas    | Arkéa-Samsic     | + 34"      |
| 9è | Edward Dunbar           | Team Ineos       | + 34"      |
| 10è | David Gaudu             | Groupama-FDJ     | + 34"      |

### Etapa 3
| \| Classificació de l'etapa \| Classificació de l'etapa \| Classificació de l'etapa \| Classificació de l'etapa \| Classificació de l'etapa \| \| Corredor \| Corredor \| Equip \| Temps \| \| \| ------------------------ \| ------------------------ \| ------------------------ \| ------------------------ \| ------------------------ \| \| 1r \| Nairo Quintana Rojas \| Arkéa-Samsic \| 3h 36' 26" \| \| \| 2n \| Aleksei Lutsenko \| Astana \| + 1' 28" \| \| \| 3r \| Hugh Carthy \| EF Pro Cycling \| + 1' 28" \| \| \| 4t \| Aleksandr Vlàssov \| Astana \| + 1' 28" \| \| \| 5è \| Edward Dunbar \| Team Ineos \| + 2' 11" \| \| \| 6è \| Sepp Kuss \| Jumbo-Visma \| + 2' 12" \| \| \| 7è \| Wilco Kelderman \| Team Sunweb \| + 2' 12" \| \| \| 8è \| Jesús Herrada López \| Cofidis \| + 2' 12" \| \| \| 9è \| Thibaut Pinot \| Groupama-FDJ \| + 2' 12" \| \| \| 10è \| David Gaudu \| Groupama-FDJ \| + 2' 25" \| \| |                      |                |            |
| |                      |                |            |
| Font: ProCyclingStats |                      |                |            |
| Classificació de l'etapa |                      |                |            |
| Corredor | Corredor             | Equip          | Temps      |
| 1r | Nairo Quintana Rojas | Arkéa-Samsic   | 3h 36' 26" |
| 2n | Aleksei Lutsenko     | Astana         | + 1' 28"   |
| 3r | Hugh Carthy          | EF Pro Cycling | + 1' 28"   |
| 4t | Aleksandr Vlàssov    | Astana         | + 1' 28"   |
| 5è | Edward Dunbar        | Team Ineos     | + 2' 11"   |
| 6è | Sepp Kuss            | Jumbo-Visma    | + 2' 12"   |
| 7è | Wilco Kelderman      | Team Sunweb    | + 2' 12"   |
| 8è | Jesús Herrada López  | Cofidis        | + 2' 12"   |
| 9è | Thibaut Pinot        | Groupama-FDJ   | + 2' 12"   |
| 10è | David Gaudu          | Groupama-FDJ   | + 2' 25"   |

| \| Classificació general \| Classificació general \| Classificació general \| Classificació general \| Classificació general \| \| Corredor \| Corredor \| Equip \| Temps \| \| \| --------------------- \| --------------------- \| --------------------- \| --------------------- \| --------------------- \| \| 1r \| Nairo Quintana Rojas \| Arkéa-Samsic \| 11h 24' 12" \| \| \| 2n \| Aleksandr Vlàssov \| Astana \| + 1' 04" \| \| \| 3r \| Aleksei Lutsenko \| Astana \| + 1' 28" \| \| \| 4t \| Hugh Carthy \| EF Pro Cycling \| + 1' 38" \| \| \| 5è \| Wilco Kelderman \| Team Sunweb \| + 2' 16" \| \| \| 6è \| Edward Dunbar \| Team Ineos \| + 2' 21" \| \| \| 7è \| Thibaut Pinot \| Groupama-FDJ \| + 2' 22" \| \| \| 8è \| Sepp Kuss \| Jumbo-Visma \| + 2' 26" \| \| \| 9è \| Jesús Herrada López \| Cofidis \| + 2' 26" \| \| \| 10è \| David Gaudu \| Groupama-FDJ \| + 2' 35" \| \| |                      |                |             |
| |                      |                |             |
| Font: ProCyclingStats |                      |                |             |
| Classificació general |                      |                |             |
| Corredor | Corredor             | Equip          | Temps       |
| 1r | Nairo Quintana Rojas | Arkéa-Samsic   | 11h 24' 12" |
| 2n | Aleksandr Vlàssov    | Astana         | + 1' 04"    |
| 3r | Aleksei Lutsenko     | Astana         | + 1' 28"    |
| 4t | Hugh Carthy          | EF Pro Cycling | + 1' 38"    |
| 5è | Wilco Kelderman      | Team Sunweb    | + 2' 16"    |
| 6è | Edward Dunbar        | Team Ineos     | + 2' 21"    |
| 7è | Thibaut Pinot        | Groupama-FDJ   | + 2' 22"    |
| 8è | Sepp Kuss            | Jumbo-Visma    | + 2' 26"    |
| 9è | Jesús Herrada López  | Cofidis        | + 2' 26"    |
| 10è | David Gaudu          | Groupama-FDJ   | + 2' 35"    |

### Etapa 4
| \| Classificació de l'etapa \| Classificació de l'etapa \| Classificació de l'etapa \| Classificació de l'etapa \| Classificació de l'etapa \| \| Corredor \| Corredor \| Equip \| Temps \| \| \| ------------------------ \| ------------------------ \| ------------------------ \| ------------------------ \| ------------------------ \| \| 1r \| Owain Doull \| Team Ineos \| 4h 07' 32" \| \| \| 2n \| Matthias Brändle \| Israel Start-Up Nation \| + 0" \| \| \| 3r \| Ian Garrison \| Deceuninck-Quick Step \| + 2" \| \| \| 4t \| Romain Combaud \| Nippo-Delko One Provence \| + 2" \| \| \| 5è \| Aleksei Lutsenko \| Astana \| + 6" \| \| \| 6è \| Damien Touzé \| Cofidis \| + 6" \| \| \| 7è \| Pascal Eenkhoorn \| Jumbo-Visma \| + 6" \| \| \| 8è \| Magnus Cort Nielsen \| EF Pro Cycling \| + 6" \| \| \| 9è \| Kasper Asgreen \| Deceuninck-Quick Step \| + 6" \| \| \| 10è \| Quinn Simmons \| Trek-Segafredo \| + 6" \| \| |                     |                          |            |
| |                     |                          |            |
| Font: ProCyclingStats |                     |                          |            |
| Classificació de l'etapa |                     |                          |            |
| Corredor | Corredor            | Equip                    | Temps      |
| 1r | Owain Doull         | Team Ineos               | 4h 07' 32" |
| 2n | Matthias Brändle    | Israel Start-Up Nation   | + 0"       |
| 3r | Ian Garrison        | Deceuninck-Quick Step    | + 2"       |
| 4t | Romain Combaud      | Nippo-Delko One Provence | + 2"       |
| 5è | Aleksei Lutsenko    | Astana                   | + 6"       |
| 6è | Damien Touzé        | Cofidis                  | + 6"       |
| 7è | Pascal Eenkhoorn    | Jumbo-Visma              | + 6"       |
| 8è | Magnus Cort Nielsen | EF Pro Cycling           | + 6"       |
| 9è | Kasper Asgreen      | Deceuninck-Quick Step    | + 6"       |
| 10è | Quinn Simmons       | Trek-Segafredo           | + 6"       |

## Classificació final
| \| Classificació general \| Classificació general \| Classificació general \| Classificació general \| Classificació general \| \| Corredor \| Corredor \| Equip \| Temps \| \| \| --------------------- \| ---------------------- \| --------------------- \| --------------------- \| --------------------- \| \| 1r \| Nairo Quintana Rojas \| Arkéa-Samsic \| 15h 31' 50" \| \| \| 2n \| Aleksandr Vlàssov \| Astana \| + 1' 04" \| \| \| 3r \| Aleksei Lutsenko \| Astana \| + 1' 28" \| \| \| 4t \| Hugh Carthy \| EF Pro Cycling \| + 1' 38" \| \| \| 5è \| Wilco Kelderman \| Team Sunweb \| + 2' 16" \| \| \| 6è \| Edward Dunbar \| Team Ineos \| + 2' 21" \| \| \| 7è \| Thibaut Pinot \| Groupama-FDJ \| + 2' 22" \| \| \| 8è \| Sepp Kuss \| Jumbo-Visma \| + 2' 26" \| \| \| 9è \| Jesús Herrada López \| Cofidis \| + 2' 26" \| \| \| 10è \| David Gaudu \| Groupama-FDJ \| + 2' 35" \| \| \| 11è \| Aurélien Paret-Peintre \| AG2R La Mondiale \| + 2' 44" \| \| \| 12è \| Fausto Masnada \| CCC Team \| + 3' 15" \| \| \| 13è \| Niklas Eg \| Trek-Segafredo \| + 3' 50" \| \| \| 14è \| Domenico Pozzovivo \| NTT Pro Cycling \| + 3' 51" \| \| \| 15è \| Robert Gesink \| Jumbo-Visma \| + 3' 53" \| \| |                        |                  |             |
| |                        |                  |             |
| Font: ProCyclingStats |                        |                  |             |
| Classificació general |                        |                  |             |
| Corredor | Corredor               | Equip            | Temps       |
| 1r | Nairo Quintana Rojas   | Arkéa-Samsic     | 15h 31' 50" |
| 2n | Aleksandr Vlàssov      | Astana           | + 1' 04"    |
| 3r | Aleksei Lutsenko       | Astana           | + 1' 28"    |
| 4t | Hugh Carthy            | EF Pro Cycling   | + 1' 38"    |
| 5è | Wilco Kelderman        | Team Sunweb      | + 2' 16"    |
| 6è | Edward Dunbar          | Team Ineos       | + 2' 21"    |
| 7è | Thibaut Pinot          | Groupama-FDJ     | + 2' 22"    |
| 8è | Sepp Kuss              | Jumbo-Visma      | + 2' 26"    |
| 9è | Jesús Herrada López    | Cofidis          | + 2' 26"    |
| 10è | David Gaudu            | Groupama-FDJ     | + 2' 35"    |
| 11è | Aurélien Paret-Peintre | AG2R La Mondiale | + 2' 44"    |
| 12è | Fausto Masnada         | CCC Team         | + 3' 15"    |
| 13è | Niklas Eg              | Trek-Segafredo   | + 3' 50"    |
| 14è | Domenico Pozzovivo     | NTT Pro Cycling  | + 3' 51"    |
| 15è | Robert Gesink          | Jumbo-Visma      | + 3' 53"    |

## Evolució de les classificacions
| Etapa                  | Vencedor               | Classificació general | Classificació de la muntanya | Classificació dels esprints | Classificació dels joves | Classificació per equips |
| ---------------------- | ---------------------- | --------------------- | ---------------------------- | --------------------------- | ------------------------ | ------------------------ |
| 1                      | Nacer Bouhanni         | Nacer Bouhanni        | Charlie Quarterman           | Nacer Bouhanni              | Charlie Quarterman       | Sunweb                   |
| 2                      | Aleksandr Vlàssov      | Aleksandr Vlàssov     | Jonas Koch                   | Aleksandr Vlàssov           | Aleksandr Vlàssov        | Astana                   |
| 3                      | Nairo Quintana         | Nairo Quintana        | Jonas Koch                   | Aleksandr Vlàssov           | Aleksandr Vlàssov        | Astana                   |
| 4                      | Owain Doull            | Nairo Quintana        | Jonas Koch                   | Alexey Lutsenko             | Aleksandr Vlàssov        | Astana                   |
| Classificacions finals | Classificacions finals | Nairo Quintana        | Jonas Koch                   | Alexey Lutsenko             | Aleksandr Vlàssov        | Astana                   |